# سان مارکو دآلونتزیو
سان مارکو دآلونتزیو (به ایتالیایی: San Marco d'Alunzio) یک کومونه در ایتالیا است که در استان مسینا واقع شده‌است. سان مارکو دآلونتزیو ۲۶٫۱ کیلومتر مربع مساحت و ۲٬۱۵۵ نفر جمعیت دارد.

## خواهرخوانده
شهر جالیانو کاستلفراتو خواهرخواندهٔ سان مارکو دآلونتزیو هست.